# Wiktor Jarkin
Wiktor Iwanowicz Jarkin (ros. Виктор Иванович Яркин, ur. 17 listopada?/29 listopada 1889 we wsi Djakowskoje w guberni jarosławskiej, zm. 29 października 1937 w Mińsku) – radziecki działacz partyjny i państwowy.

## Życiorys
W 1901 skończył szkołę podstawową, został uczniem ślusarza, potem ślusarzem, następnie był czeladnikiem kucharskim w Rybińsku, Berlinie i Petersburgu. W 1917 wstąpił do SDPRR, został aresztowany za udział w ruchu rewolucyjnym i 1914-1915 przebywał na zesłaniu w guberni jarosławskiej, 1915-1918 służył w rosyjskiej armii, walczył w I wojnie światowej na Froncie Zachodnim w składzie 10 Armii. Od 25 lutego 1918 do 1 stycznia 1919 był przewodniczącym Zachodniej Obwodowej Czeki (obwód zachodni przemianowano potem na obwód smoleński), jednocześnie od marca 1918 do maja 1919 był przewodniczącym Komitetu Wykonawczego Rady Miejskiej Mińska, od 31 grudnia 1918 do 4 marca 1919 członkiem Centralnego Biura Komunistycznej Partii (bolszewików) Białorusi, a od 1 stycznia do 28 lutego 1919 przewodniczącym Czeki przy Radzie Komisarzy Ludowych Białoruskiej SRR. Od 28 lutego do maja 1919 był przewodniczącym Czeki przy Radzie Komisarzy Ludowych Litewsko-Białoruskiej SRR, od 6 marca 1919 do 5 września 1920 członkiem KC Komunistycznej Partii Litwy i Białorusi, 1919 przewodniczącym Wołżańskiej Transportowej Czeki, a od 3 września 1919 do 5 marca 1920 przewodniczącym niżnonowogrodzkiej gubernialnej Czeki. W 1921 został zastępcą szefa Czarnomorskiego Okręgu Komunikacji Drogowej w Odessie, potem zastępcą pełnomocnika Północno-Zachodniego Obwodowego Zarządu Transportu Rzecznego Ludowego Komisariatu Komunikacji Drogowej ZSRR w Piotrogrodzie, później szefem rejonowego zarządu transportu rzecznego w Rybińsku, następnie zastępcą naczelnika budowy hydrotechnicznej "Swirstroja". Do 1935 był szefem Służby Komunikacji i Łączności Północno-Zachodniego Zarządu Transportu Rzecznego w Leningradzie, a od 1935 do lutego 1937 szefem Służby Komunikacji Dniepro-Dwinskiej Żeglugi w Homlu.
26 lutego 1937 został aresztowany, 28 października 1937 skazany na śmierć na sesji wyjazdowej Wojskowego Kolegium Sądu Najwyższego ZSRR i następnego dnia rozstrzelany. 19 stycznia 1967 pośmiertnie zrehabilitowany.